# Tam Sơn, Núi Thành
Tam Sơn là một xã thuộc huyện Núi Thành tỉnh Quảng Nam, Việt Nam.

## Địa lý
Xã Tam Sơn nằm ở phía tây huyện Núi Thành, cách thành phố Tam Kỳ khoảng 30 km, có vị trí địa lý:
- Phía đông giáp xã Tam Thạnh
- Phía tây và phía bắc giáp huyện Phú Ninh
- Phía nam giáp huyện Bắc Trà My và xã Tam Trà.

Xã Tam Sơn có diện tích 54,02 km², dân số năm 2019 là 4.030 người, mật độ dân số đạt 75 người/km².
Tam Sơn là xã miền núi, trước đây một phần diện tích nằm trong lòng hồ Phú Ninh. Tổng diện tích tự nhiên vào khoảng 5.400 ha. Dân số vào khoảng 4.660 nhân khẩu. Năm 1979, khi hồ Phú Ninh chính thức đi vào hoạt động, toàn bộ ruộng vườn, nhà cửa, mồ mả bao đời nay của người Tam Sơn bị nhấn chìm trong biển nước. Nhân dân đi kinh tế mới tứ tán khắp nơi. Phần lớn đi lập kinh tế mới tại huyện Nam Trà My, Bắc Trà My, Tiên Phước (Quảng Nam và một số huyện thuộc tỉnh Gia Lai và Kon Tum. Còn lại, một số hộ dân bám trụ phải di dời nhà cửa nhiều lần khi mực nước hồ nâng lên. Trước năm 2003, đời sống nơi đây tưởng chừng không có lối thoát. Không đường, không điện, không trạm trại. Mọi sinh hoạt gần như lệ thuộc vào các con đò ngang, đò dọc. Sau khi tách tỉnh năm 1997, một con đường liên xã được mở ra, đem theo điện về. Con người nơi đây bớt lệ thuộc vào con đò.

### Rừng phòng hộ
Rừng trong khu thượng nguồn sông Quế Phương và sông Thuốc Hột là rừng phòng hộ cho hồ Phú Ninh. Tuy nhiên, do quản lý lỏng lẻo và nhu cầu mưu sinh chính đáng, gần như toàn bộ rừng tự nhiên đầu nguồn đã bị san phẳng để trồng rừng nhân tạo. Rừng vẫn là rừng nhưng từ rừng quốc gia thành rừng của cá nhân. Nhân dân bức xúc nhất là địa điểm mang tính lịch sử của địa phương là Hòn Trót bị đốt trụi để trồng cây nhưng chính quyền địa phương không can thiệp. Hòn Trót là nơi căn cứ địa cách mạng của Tam Sơn. Nhiều người cán bộ lão thành của Tam Sơn từng ăn nằm, sống chết ở Hòn Trót. Bây giờ nhìn Hòn Trót trơ trụi họ không khỏi bùi ngùi.

### Thiên tai
Hàng năm, mưa bão lũ lụt là gánh nặng cho hầu hết các gia đình. Địa hình chia cắt bởi sườn núi cao, ngắn và dốc. Ruộng manh mún và bậc thang cao. Mỗi lần có lũ qua, toàn bộ lớp màu mỡ bị bong tróc theo nước lũ. Do đó, người nông dân phải tốn nhiều công sức be bờ, sang phẳng và cải tạo đất kỹ thì mới mong duy trì được năng suất.

### Khí hậu
Tam Sơn nằm trong vùng khí hậu Nam Trung Bộ, có khí hậu mùa Đông không lạnh, biên độ nhiệt trong ngày và trong năm đều nhỏ. Một năm chia làm 2 mùa khô, ẩm phù hợp với mùa gió tương phản nhau, là vùng có lượng mưa khá lớn.
Theo số liệu thực đo tại trạm Tam Kỳ tổng kết trong nhiều năm khí hậu có đặc trưng cơ bản như sau:
- Nhiệt độ trung bình năm: 25,6 °C
- Nhiệt độ tối cao trung bình: 29,7 °C
- Nhiệt độ tối thấp trung bình: 22,7 °C
- Biên độ nhiệt trung bình tháng: 7 °C.
- Độ ẩm tương đối trung bình tháng trong năm 82%, thời kỳ từ tháng 9 đến tháng 10 độ ẩm tương đối đạt từ 82–88%.
- Từ tháng 4 đến tháng 9 độ ẩm trung bình tháng nằm trong khoảng 75%–81%.

Lượng mưa chủ yếu tập trung nhiều vào các tháng 9 đến tháng 12:
- Lượng mưa trung bình năm: 2.491 mm
- Lượng mưa lớn nhất năm: 3.307 mm
- Lượng mưa nhỏ nhất năm: 1.111 mm
- Lượng mưa ngày lớn nhất: 332 mm.
- Bão: Thường xuất hiện từ tháng 9 đến tháng 10. Trung bình năm có 0,5 cơn bão đổ bộ trực tiếp, 2 - 3 cơn bão và áp thấp nhiệt đới ảnh hưởng.
- Gió Tây khô nóng: Gió Tây Nam khô nóng xuất hiện vào tháng 5 (từ tháng 5 đến tháng 8, mỗi tháng có từ 10 - 15 ngày khô nóng).

### Các địa hình cơ bản
- Vùng rừng núi tái sinh
- Vùng đồi núi thấp
- Vùng hồ và các đảo nhỏ
- Đồng ruộng, nương rẫy, dân cư.

### Hệ động thực vật
Thảm thực vật và rừng: Các quần xã thực vật chủ yếu:
- Quần xã thực vật trảng cây bụi, lau lách, cỏ tranh phân bố khắp nơi, đất đai khô cằn, các khả năng tái sinh rừng thấp.
- Quần xã rừng trồng: chủ yếu là keo lá tràm, keo tai tượng.

Nhìn chung, các quần xã rừng ở vùng hồ bị tác động xấu, không có lợi về mặt môi trường do ảnh hưởng của chiến tranh còn lại và việc khai thác hiện nay.

### Thành phần loài thực vật
Rừng phòng hộ Phú Ninh có thành phần loại thực vật khá phong phú, gồm khoảng 369 loài thực vật, 10 loài thực vật được ghi trong sách đỏ Việt Nam.
Đánh giá chung giá trị tài nguyên thực vật: Có khoảng trên 250 loài có giá trị tài nguyên, trong đó nhóm làm thuốc có 211 loài, nhóm cho gỗ 85 loài, nhóm cây làm cảnh, bóng mát 66 loài, nhóm cây cho quả và lương thực, thực phẩm 50 loài, nhóm cây cho sợi và nguyên liệu thủ công (14 loài), nhóm cây cho nhựa, dầu, tinh dầu 22 loài.

### Động vật
Bao gồm 3 nhóm động vật chính: Động vật không xương sống ở cạn: Hệ côn trùng ở vùng hồ có 150 loại thuộc 11 bộ phong phú và đa dạng, có nhiều côn trùng có màu sắc đẹp, có thể phục vụ khách du lịch.
Theo nghiên cứu của Bộ nông nghiệp và phát triển nông thôn năm 2003, tại khu vực thác Mui thuộc rừng phòng hộ Phú Ninh có các loài quý hiếm sau:
- 11 loài thú có vú được ghi trong Sách đỏ cần được bảo vệ: tê tê, khỉ đỏ, khỉ vàng, khỉ đuôi dài.
- 7 loài bò sát: trăn, rắn hổ mang.
- 1 loài chim có mào lông (egretta garzetta).

Đánh giá giá trị tài nguyên động vật: 
- Giá trị nguồn tài nguyên động vật ở đây đáng kể là nhóm động vật có xương sống trên cạn. Tuy số loài không nhiều song hệ động vật vùng hồ Phú Ninh khá phong phú và có giá trị cao.
- Động vật quý hiếm có 14 loại (Ví dụ: Khỉ mặt đỏ, gấu ngựa, sơn dương, tê tê, rồng đất, các loại rắn, chim,...) số lượng còn ít. Động vật khác: Hoẵng, lợn rừng, kỳ đà, gà rừng, rắn,...

## Hành chính
Xã Tam Sơn được chia thành 5 thôn: Danh Sơn, Thuận Yên Tây, Mỹ Đông, Thuận Yên Đông, Đức Phú.

## Kinh tế - xã hội

### Lao động
Thanh niên tuổi lao động nếu không đi học thì phần lớn vào TP Hồ Chí Minh làm ăn. Do không có tay nghề và trình độ nên công việc cũng vất vả và lương bổng eo hẹp. Tuy nhiên, nếu ở nhà, đất chật người đông sẽ không có việc gì để làm còn khó khăn hơn. Hàng năm, lượng tiền do các con em đi làm gửi về cũng phần nào giúp gia đình trang trải những khó khăn.

### Cây trồng
Trước đây cây chè và cây khoai xiêm (cây sắn) là nguồn thu nhập của gia đình. Lúa sản xuất không đủ ăn. Mỗi năm thiếu 1 đến vài tháng ăn. Khi có đường liên xã mở ra, người dân thay cây chè bằng cây tràm và keo tai tượng. Bây giờ, đời sống nhân dân khá hơn. Người dân tuy không giàu nhưng đủ ăn. Mỗi gia đình có ít nhất một xe gắn máy để đi chợ búa và vận chuyển hàng hóa.

### Giáo dục
Xã có 1 trường Trung học cơ sở. Mỗi thôn có 1 trường tiểu học. Phong trào học tập của trẻ em nơi đây vào khoảng năm 1990 trở về trước rất kém. Kinh tế khó khăn, đi lại không thuận tiện. Cha mẹ không có cơ hội cho con em đến trường khi tương lai mờ mịt. Tuy nhiên, hàng năm vẫn có từ 1 đến 2 em theo về thị trấn Núi Thành hoặc thị xã Tam Kỳ để học lên Trung hoc phổ thông. Kết quả, mỗi năm cũng có 1-2 em đỗ vào các trường Đại học. Đó là động lực để các bậc cha mẹ cho các thế hệ sau vào học cấp 3.
Hiện nay, phong trào học tập ở đây rất được chú trọng. Bây giờ con số học sinh đi học Trung hoc phổ thông dưới thị trấn nhiều hơn trước rất nhiều lần và kết quả cũng đưa được nhiều em vào cổng trường Đại học. Nhiều em ra thường xin được việc làm ổn định và tiếp tục học nâng cao.